# 渋谷すばる LIVE TOUR 2015
- 記憶/ココロオドレバ > 渋谷すばる LIVE TOUR 2015
- 記憶/ココロオドレバ > 記憶 〜渋谷すばる/1562
- 記憶/ココロオドレバ > 記憶 〜渋谷すばる/LIVE TOUR 2015

『渋谷すばる LIVE TOUR 2015』（しぶたにすばる ライブ ツアー 2015）は、2015年1月18日から同年2月25日にかけて開催された、渋谷すばるのライブツアー。『記憶 〜渋谷すばる/1562』（きおく しぶたにすばる 1562）及び『記憶 〜渋谷すばる/LIVE TOUR 2015』（ - ライブ ツアー 2015）のタイトルで、同年9月16日にINFINITY RECORDSから1枚目のライブDVD/Blu-rayとして発売された。

## 概要

### ライブツアー
- 本ツアーは、2015年1月18日から同年2月25日にかけて開催された自身初のソロ名義でのライブツアーおよびライブハウスツアーである[9][10][11][12][13][14][注 1]。
- 自身がシングル『記憶/ココロオドレバ』でのソロデビューの発表と同時に本ツアーの開催も発表された[9][17][18][19]。
  - 同シングル表題曲の2曲は、自身が主演を務めた映画『味園ユニバース』の主題歌であり、同映画の舞台となった大阪府のライブハウス『味園ユニバース』から本ツアーが始まった[12][13][14]。
  - また、同映画の世界観とリンクしたツアーとなっている[15]。
- 自身が本ツアーの開始6日前の同年1月12日まで行っていた関ジャニ∞の5大ドームツアー『関ジャニズム LIVE TOUR 2014≫2015』では総動員数が60万人を記録し[14]、最終公演の大阪・京セラドーム大阪公演では4万5000人を動員した[20]が、初日の会場である前述の味園ユニバース公演では収容人数が800人[12][14]、最少の会場では350人[12]であり、総動員数が1万3000人[20]と言った、観客との距離が近い小規模会場でのスタンディング形式のライブハウスツアーとなった[13][20]。
- 本ツアーでは、前述のソロデビューシングル『記憶/ココロオドレバ』に収録された自身のソロ曲の他、「オモイダマ」等の関ジャニ∞の楽曲や、「スローバラード」等の他アーティストのカバー等、アンコールを含め全11曲を披露した[12][13][20][14]。

### 映像作品
- 自身初のソロ映像作品[16]。
- 本作は初回限定盤、通常盤、Blu-ray盤の3形態で発売。
- 初回限定盤のタイトルが『記憶 〜渋谷すばる/1562』、通常盤・Blu-ray盤のタイトルが『記憶 〜渋谷すばる/LIVE TOUR 2015』と各形態で映像作品のタイトルが異なっている[15][16]。
- 本作には、2015年2月25日に開催された、千秋楽公演である東京・Zepp DiverCity(TOKYO)公演の模様を収録[15][16][1]。
- 初回限定盤の特典DVD「記憶 〜渋谷すばる/1562」には、自身が主演を務めたギャガ配給映画『味園ユニバース』のクランクインの模様や、『ロッテルダム国際映画祭』に出演した際のサプライズライブ、同映画祭への出演の際に訪れたオランダ・アムステルダムで行ったストリートライブ、本項ツアーのメイキング映像等、総撮影時間1562時間の中から厳選された映像を収録[15][16]。
- 通常盤・Blu-ray盤の特典CD『LIVE DISC』には、本項ツアーのライブ音源を収録[15][16]。

#### 各形態概要
| 特典内容                           | 形態              |
| ---------------------------------- | ----------------- |
| 特典DVD（詳細は「特典DVD」を参照） | 初回限定盤        |
| デジパック仕様                     | 初回限定盤        |
| 四つ折りミニポスター               | 初回限定盤        |
| 特典CD（詳細は「特典CD」を参照）   | 通常盤・Blu-ray盤 |

## 公演日程
| 年     | 月  | 日   | 開演時間 | 会場                            |
| ------ | --- | ---- | -------- | ------------------------------- |
| 2015年 | 1月 | 18日 | 18:00    | 味園ユニバース（大阪府）        |
| 2015年 | 1月 | 19日 | 18:00    | 味園ユニバース（大阪府）        |
| 2015年 | 1月 | 27日 | 18:00    | なんばHatch（大阪府）           |
| 2015年 | 1月 | 28日 | 18:00    | なんばHatch（大阪府）           |
| 2015年 | 1月 | 30日 | 18:00    | Zepp Fukuoka（福岡県）          |
| 2015年 | 2月 | 2日  | 18:00    | Zepp Sapporo（北海道）          |
| 2015年 | 2月 | 4日  | 18:00    | NIIGATA LOTS（新潟県）          |
| 2015年 | 2月 | 12日 | 18:00    | 仙台Rensa（宮城県）             |
| 2015年 | 2月 | 16日 | 18:00    | Zepp Nagoya（愛知県）           |
| 2015年 | 2月 | 18日 | 18:00    | 広島CLUB QUATTRO（広島県）      |
| 2015年 | 2月 | 20日 | 18:00    | 高松オリーブホール（香川県）    |
| 2015年 | 2月 | 24日 | 18:00    | Zepp DiverCity(TOKYO)（東京都） |
| 2015年 | 2月 | 25日 | 18:00    | Zepp DiverCity(TOKYO)（東京都） |

## 販売形態
- 発売日：2015年9月16日
  - 初回限定盤（JABA-5227~5228：2DVD）
    - デジパック仕様
    - 『四つ折りミニポスター』封入

  - 通常盤（JABA-5229~5230：DVD+CD）
    - 特典CD：『LIVE DISC』封入

  - Blu-ray盤（JAXA-5024~5025：Blu-ray+CD）
    - 特典CD：『LIVE DISC』封入

## チャート成績
- オリコンチャート
  - 初週4.5万枚を売り上げ、2015年9月28日付の「オリコン週間 ミュージックDVD・Blu-rayランキング」で週間1位を獲得した[1]。
  - 初週3.6万枚を売り上げ、2015年9月28日付の「オリコン週間 ミュージックDVDランキング」で週間1位を獲得した[1][2]。
    - 翌週の2015年10月5日付の「オリコン週間 ミュージックDVDランキング」でも週間1位を獲得し、自身初の2週連続1位を記録した[3]。

  - 初週0.9万枚を売り上げ、2015年9月28日付の「オリコン週間 ミュージックBlu-rayランキング」で週間1位を獲得した[1][4]。
  - 初週3.6万枚を売り上げ、2015年9月28日付の「オリコン週間 DVDランキング」で週間2位を獲得した[1][5]。
  - 初週0.9万枚を売り上げ、2015年9月28日付の「オリコン週間 Blu-rayランキング」で週間3位を獲得した[1][6]。
  - 累計40,841枚を売り上げ、2015年度「オリコン年間 DVDランキング」で年間37位を獲得した[7]。
  - 累計40,841枚を売り上げ、2015年度「オリコン年間 ミュージックDVDランキング」で年間22位を獲得した[8]。

## 収録内容

### 本編映像（セットリスト）
1. ココロオドレバ
2. あおっぱな
3. 愚か者
4. 乗っかりトレイン
5. 宇宙に行ったライオン
6. 記憶
7. 大阪レイニーブルース
8. スローバラード
9. 護り歌
10. オモイダマ

＜アンコール＞
1. PIANO MAN

＜セッション＞

### 特典DVD（初回限定盤）
| #         | タイトル                   | 作詞   | 作曲・編曲 | 時間   |
| --------- | -------------------------- | ------ | ---------- | ------ |
| 1.        | 「記憶 〜渋谷すばる/1562」 |        |            | 110:25 |
| 合計時間: | 合計時間:                  | 110:25 |            |        |

### 特典CD（通常盤・Blu-ray盤）
| #  | タイトル                 | 作詞 | 作曲・編曲 |
| -- | ------------------------ | ---- | ---------- |
| 1. | 「記憶」                 |      |            |
| 2. | 「大阪レイニーブルース」 |      |            |
| 3. | 「スローバラード」       |      |            |

## グッズ
※出典を参照。
| グッズタイトル | 価格    |
| -------------- | ------- |
| Tシャツ        | 2,800円 |
| マフラータオル | 1,600円 |
| 缶バッジセット | 800円   |